# Rhynchodontodes anatolica
Rhynchodontodes anatolica är en fjärilsart som beskrevs av Wagner 1931. Rhynchodontodes anatolica ingår i släktet Rhynchodontodes och familjen nattflyn. Inga underarter finns listade.